# Generalkommissariat für Finanz und Wirtschaft

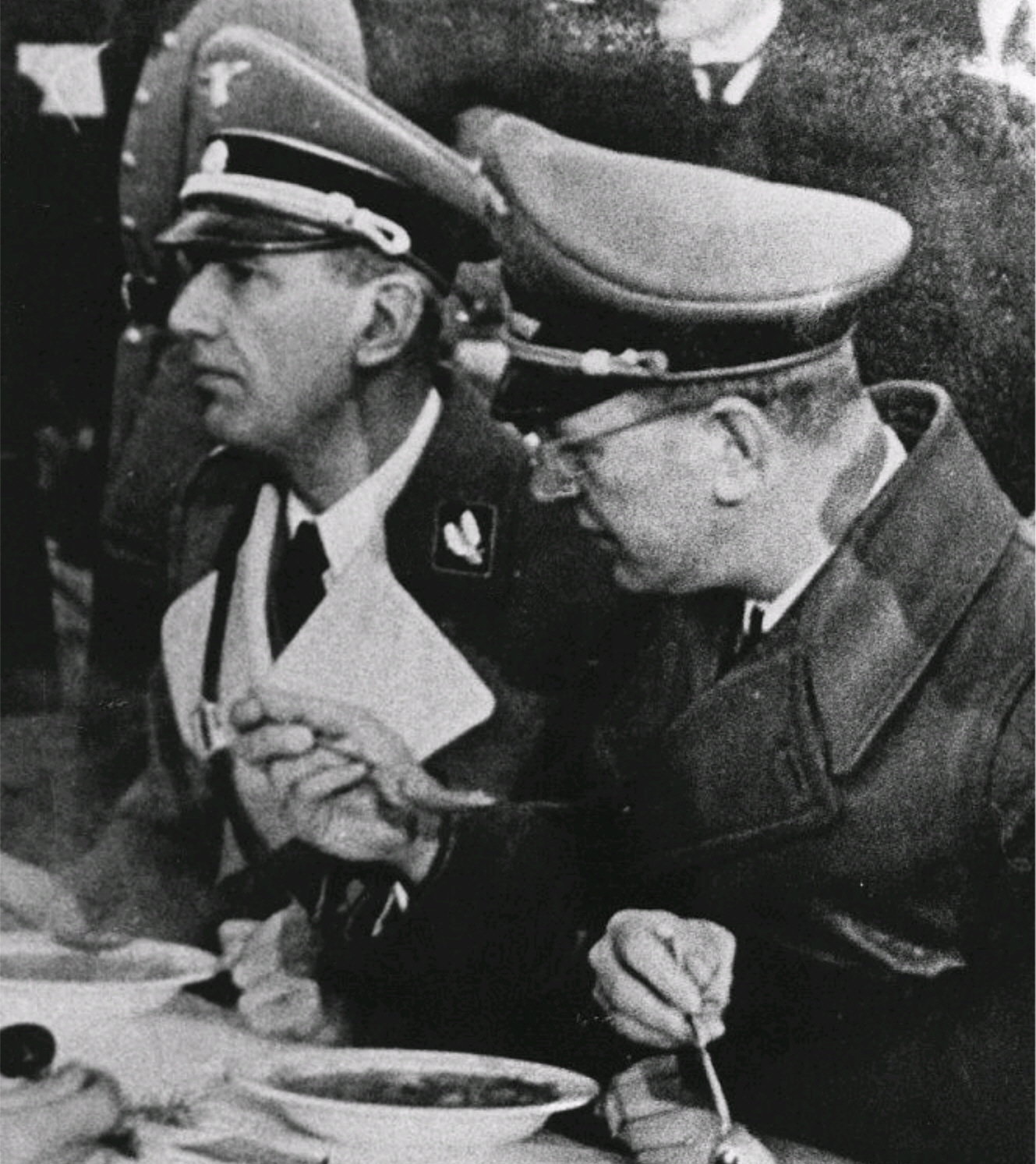
Generalkommissar für Finanz und Wirtschaft Hans Fischböck (links)

Das Generalkommissariat für Finanz und Wirtschaft war eines der vier „Generalkommissariate“, die während des Zweiten Weltkriegs von der deutschen Besatzungsmacht in den Niederlanden eingerichtet wurden. Das Generalkommissariat war für die Wirtschaft in den besetzten niederländischen Gebieten zuständig und wurde von Hans Fischböck geleitet.

## Einrichtung des Generalkommissariats
Mit der Ernennung von Arthur Seyß-Inquart zum Reichskommissar für die besetzten niederländischen Gebiete am 29. Mai 1940 fand die nach der Kapitulation der niederländischen Truppen eingerichtete Militärverwaltung ihr Ende. Seyß-Inquart war unmittelbar Hitler unterstellt und war die oberste Regierungsgewalt im zivilen Bereich in den besetzten Niederlanden. Da die niederländische Königin und das Kabinett im Londoner Exil residierten, waren die Generalsekretäre der Ministerien für die Leitung der Amtsgeschäfte verantwortlich. Das Reichskommissariat präsentierte sich nach außen hin als eine Aufsichtsverwaltung; ein deutscher Beamter charakterisierte eine solche „herrschaftliche Aufsichtsverwaltung“ mit den Worten „wir steuern, die Holländer verwalten“. Doch in der administrativen Praxis ging die deutsche Zivilverwaltung über die Wahrnehmung einer Aufsicht über die Tätigkeit der einheimischen Behörden weit hinaus. Zur Ausführung seiner Aufgaben bestellte Seyß-Inquart am 5. Juni 1940 vier Generalkommissare. Zum Generalkommissar für Finanz und Wirtschaft ernannte er der ehemalige Wiener Bankpräsident Hans Fischböck.
Das Reichskommissariat unter Seyß-Inquart bildete in Wirklichkeit keineswegs eine Einheit, wie es die formale Struktur vermuten ließe. Vielmehr handelte es sich um ein Konglomerat von eigenen Büros, die eng mit den zentralen Regierungsstellen in Berlin verbunden blieben. Das Reichskommissariat wurde mit Personen besetzt, die mehr auf der Linie ihrer Vorgesetzten in den verschiedenen Berliner Reichsministerien, Partei- und SS-Behörden als nach dem Willen des Reichskommissars arbeiteten. Die Einheit der deutschen Zivilverwaltung in den Niederlanden wurde zudem durch persönliche Rivalitäten innerhalb des Reichskommissariats völlig untergraben.
Diese Pluralität spiegelte sich stark in der Organisation des Generalkommissariats für Finanz und Wirtschaft wider. Die Beamten von Fischböcks Organisation vertraten vierzig bis sechzig deutsche Behörden, die gemeinsam etwa vierzig niederländische Regierungsstellen beaufsichtigten. Die Vielzahl der Weisungen aus Berlin führte dazu, dass die Zusammenarbeit im Generalkommissariat sehr zu wünschen übrig ließ. Dies gab den niederländischen Beamten die Möglichkeit, die verschiedenen deutschen Stellen gegeneinander auszuspielen. Dennoch arbeitete das Reichskommissariat für Finanz und Wirtschaft sachlicher und effizienter als die anderen drei Generalkommissariate, in denen politische Kontroversen eine prominente Rolle spielten.

## Das Generalkommissariat und die niederländische Wirtschaft
Der Machtkampf in Berlin hatte Auswirkungen auf das Generalkommissariat für Finanz und Wirtschaft und auf die niederländische Wirtschaft. So kollidierte beispielsweise das Ziel des Generalbevollmächtigten für den Arbeitseinsatz Fritz Sauckel, möglichst viele niederländische Arbeiter nach Deutschland zu versetzen, mit den Interessen des Reichsministers für Bewaffnung und Munition Albert Speer, der die Arbeiter zur Aufrechterhaltung der Kriegsproduktion in den niederländischen Fabriken halten wollte. Umstrukturierungen in der deutschen Wirtschaftsverwaltung oder wechselnde Zuständigkeiten in der Reichshauptstadt drangen auch in die innere Organisation des Generalkommissariats ein.
Zum Aufgabenbereich des Generalkommissariats für Finanz und Wirtschaft gehörten alle Angelegenheiten des Finanz-, Wirtschafts-, Verkehrs- und Sozialministeriums (mit Ausnahme der Volksgesundheit sowie der kulturellen und sozialen Jugendfürsorge) sowie der Postverwaltung. Fischböcks Organisation entschied über Fragen der Zoll- und Steuerverwaltung, des Staatsschatzes und des Staatshaushaltes sowie der staatlichen Notenbank. Mit seinen zahlreichen Hauptabteilungen, Abteilungen und Referaten „überwachte“ und „lenkte“ Fischböck die niederländische Wirtschaft, Industrie und Landwirtschaft, den Verkehr sowie das Post- und Telegrafenwesen.

## Wirtschaftspolitik
Die vom Generalkommissariat verfolgte Wirtschaftspolitik basierte auf zwei Grundgedanken. Der erste Grundgedanke war die „rüstungswirtschaftliche Ausnutzung“ der Niederlande, d. h. die vollständige Ausnutzung des niederländischen Wirtschaftspotenzials für die deutsche Kriegsproduktion. An der Nutzung der niederländischen Wirtschaft für die deutsche Rüstungsindustrie waren zwei Stellen beteiligt, die nicht direkt beim Generalkommissariat ressortierten: die Rüstungsinspektion und die Zentralauftragsstelle. Die Rüstungsinspektion war eine Vertretung der Rüstungswirtschaftlichen Abteilung im Oberkommando der Wehrmacht und setzte sich aus Soldaten zusammen. Aufgabe der Rüstungsinspektion war es, bei der Vergabe militärischer Aufträge an niederländische Unternehmen zu vermitteln und die Ausführung der Aufträge zu koordinieren („Auftragsverlagerung“). Die im Sommer 1940 eingerichtete Zentralauftragsstelle hatte eine ähnliche Funktion für zivile Aufträge. Im Zuge der Umstrukturierungen 1943 wurde die Zentralauftragsstelle mit der Koordinierung aller deutschen Aufträge an die niederländische Industrie beauftragt.
Der zweite Pfeiler der deutschen Wirtschaftspolitik bestand darin, die Niederlande in eine europäische „Großraumwirtschaft“ einzubinden. Maßnahmen, wie die Aufhebung der Devisengrenze, die Angleichung der Preise und die Kapitalentflechtung, dienten dazu, die „Eingliederung der niederländischen Gebiete in den groß-germanisch mitteleuropäischen Wirtschaftsraum“ voranzutreiben.